# Satanów
Satanów (ukr. Сатанів) – osiedle typu miejskiego na Ukrainie, w obwodzie chmielnickim, w rejonie gródeckim.

## Historia
Miejscowość wzmiankowana w 1404 r., gdy król Władysław Jagiełło nadał Satanów rodowi Odrowążów, którzy zobowiązani byli do wystawienia tutaj zamku w celu obrony Podola przed najazdami tatarskimi. W 1641 r. otrzymuje prawo magdeburskie. W połowie XVII w. Satanów został spustoszony przez oddziały powstańców Bohdana Chmielnickiego. Największe zniszczenia przyniosła inwazja osmańska w 1676 roku, podczas której miasta bronili wszyscy jego mieszkańcy – Rusini, Polacy i Żydzi, spośród których blisko 4 tys. zostało wymordowanych przez Turków. Ci, którzy przeżyli rzeź, zostali wzięci w jasyr. Satanów wrócił w granice I Rzeczypospolitej po pokoju karłowickim w 1699 roku. Na nowo zaczął odradzać się pod władaniem Adama Mikołaja Sieniawskiego, który odbudował zamek i miasto.

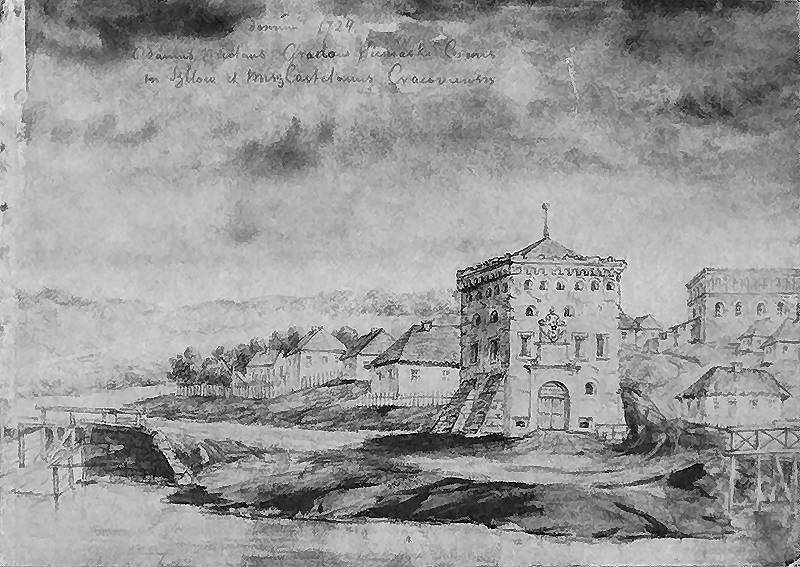
Satanów w XIX w.

Upadek miasta rozpoczął się wraz z rozbiorami Polski, gdy na Zbruczu ustanowiono granicę między Imperium Rosyjskim i Monarchią Habsburgów, a Satanów znalazł się w 1793 r. po stronie rosyjskiej. Po pokoju ryskim w 1921 roku Satanów został poza granicami II Rzeczypospolitej (terytorium ZSRR). W połowie lat 30 XX w. bolszewicy wysadzili w powietrze zabytkowy kościół katolicki pw. Świętej Trójcy, ufundowany przez rodzinę Kostków w 1581 roku.
Od 1938 posiada status osiedla typu miejskiego.
Od 1991 r. posługę duszpasterską w odnowionej parafii rzymskokatolickiej w Satanowie pełnią ojcowie paulini. W 1994 roku bp Jan Olszański – ordynariusz diecezji kamienieckiej, konsekrował nowy kościół katolicki przyznając mu tytuł Jasnogórskiej Matki Kościoła. 
21 sierpnia 2011 roku odsłonięto tablicę pamiątkową poświęconą polskim, ukraińskim i żydowskim obrońcom rubieży dawnej Rzeczypospolitej przed najazdami tatarskimi i osmańskimi.

## Zabytki
- Zamek w Satanowie[5] – już w XV w. istniał tutaj zamek stanowiący obronę przed atakami Tatarów, zbudowany z fundacji Piotra Odrowąża. W 1651 r. zamek został zdobyty i zrujnowany przez Kozaków. W 1676 r. wojsko osmańskie zdobyło ponownie zamek i wymordowała 4 tys. jego obrońców. Obecnie w ruinie
- brama miejska z XV w., przebudowana w XVI w., zdobiona kartuszem herbowym na fasadzie, obecnie w ruinie
- synagoga z 1 poł. XVII w.
- monaster obronny św. Trójcy (w ruinie) na przedmieściu Słobódka Satanowska
- cmentarz żydowski

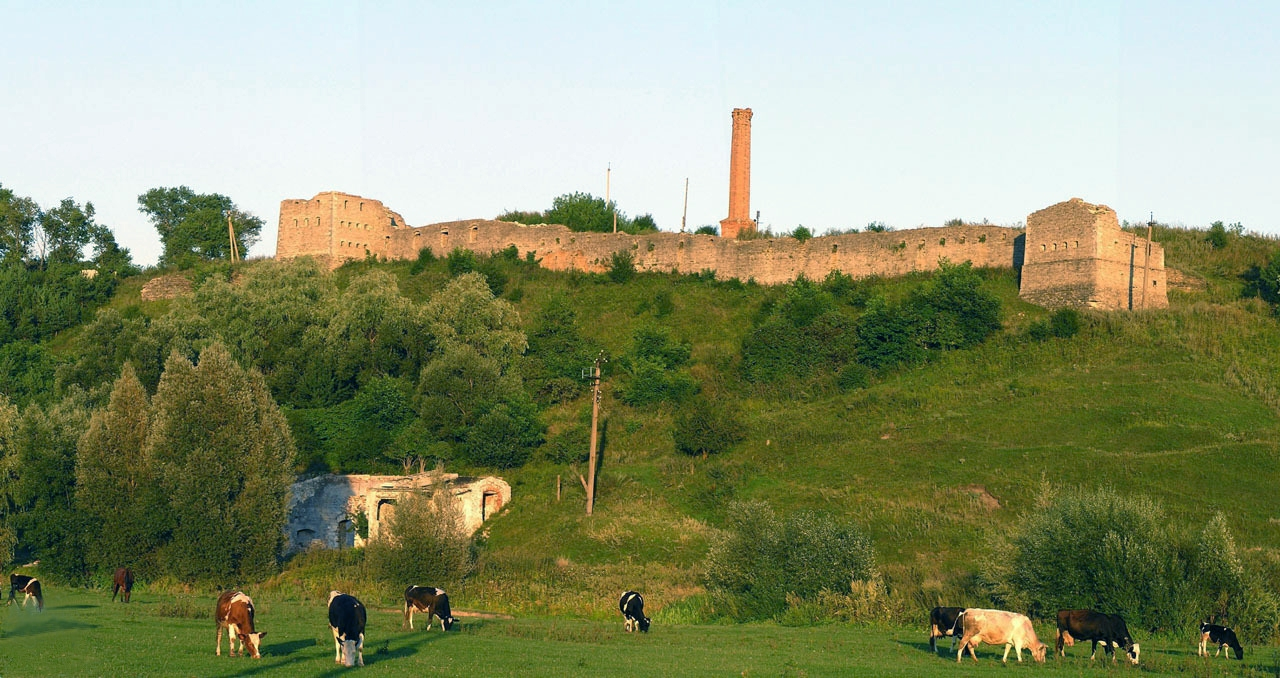
Zamek
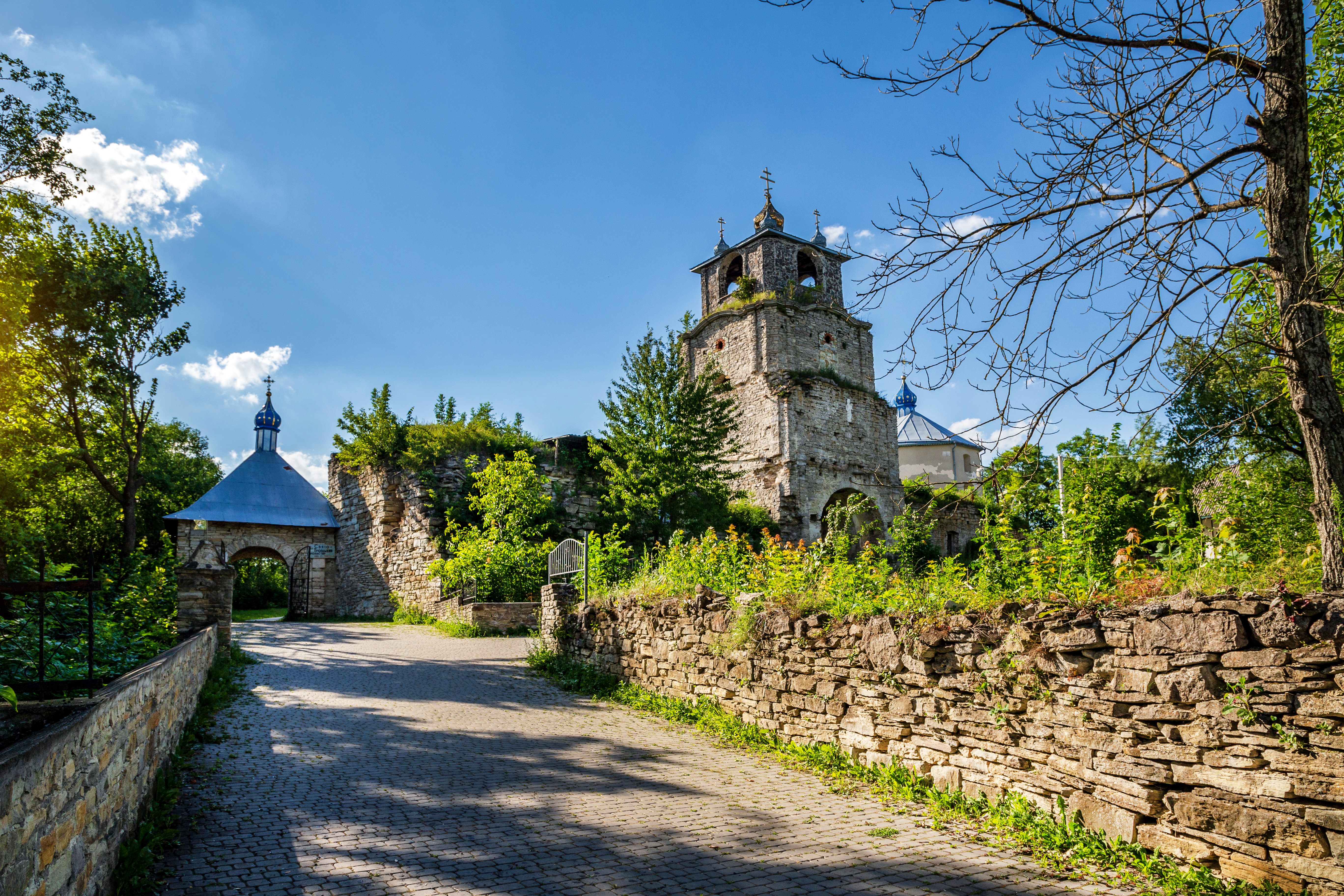
Monaster obronny św. Trójcy
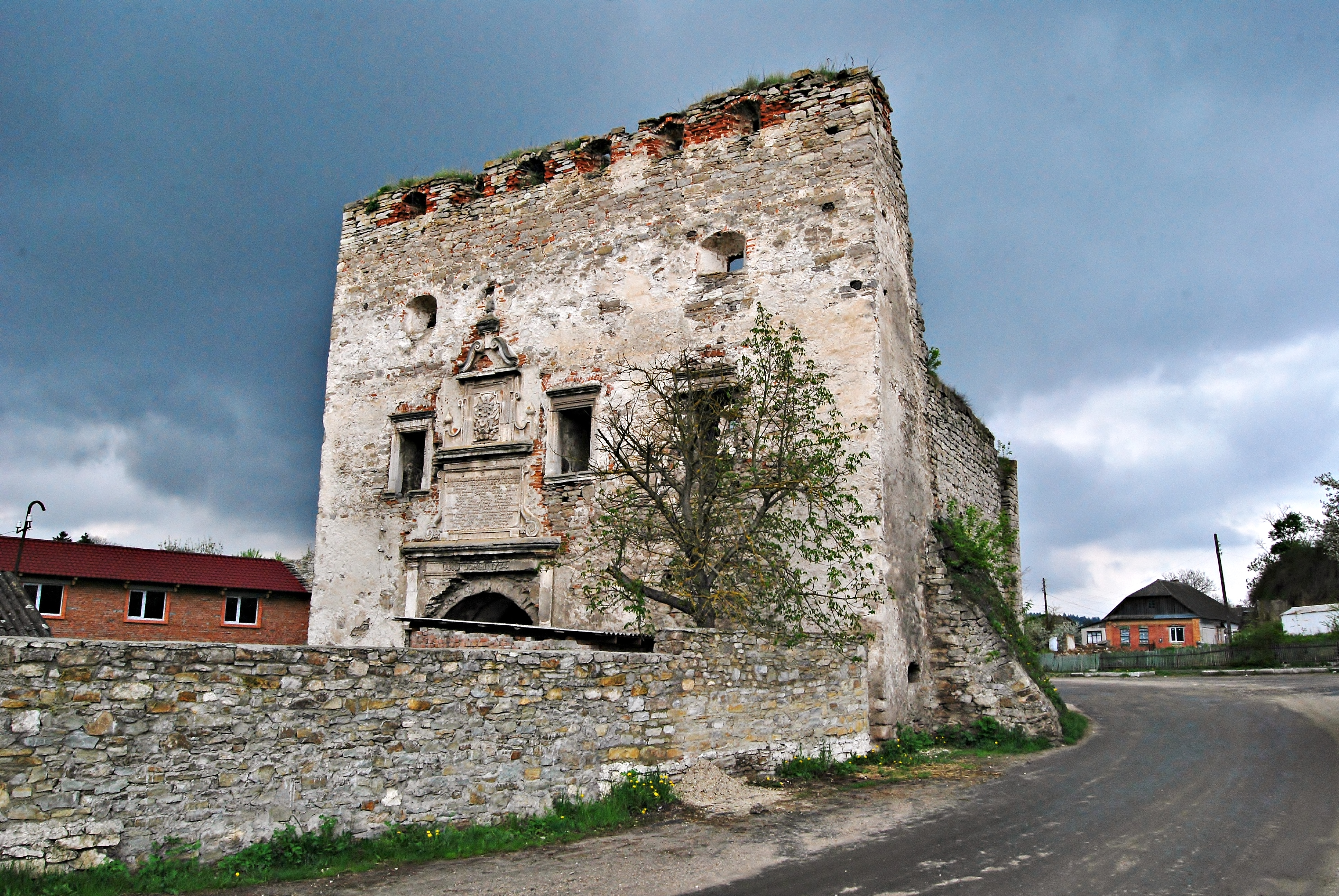
Brama miejska
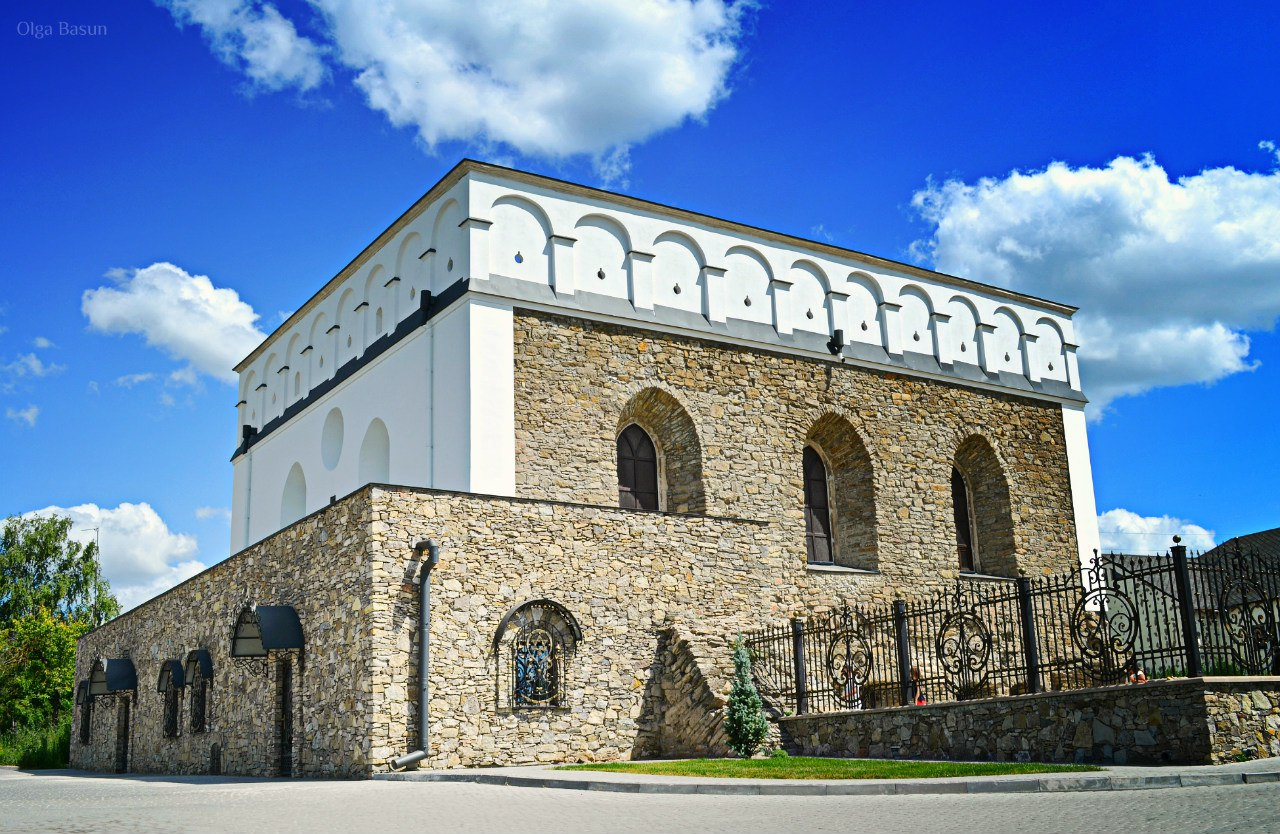
Synagoga
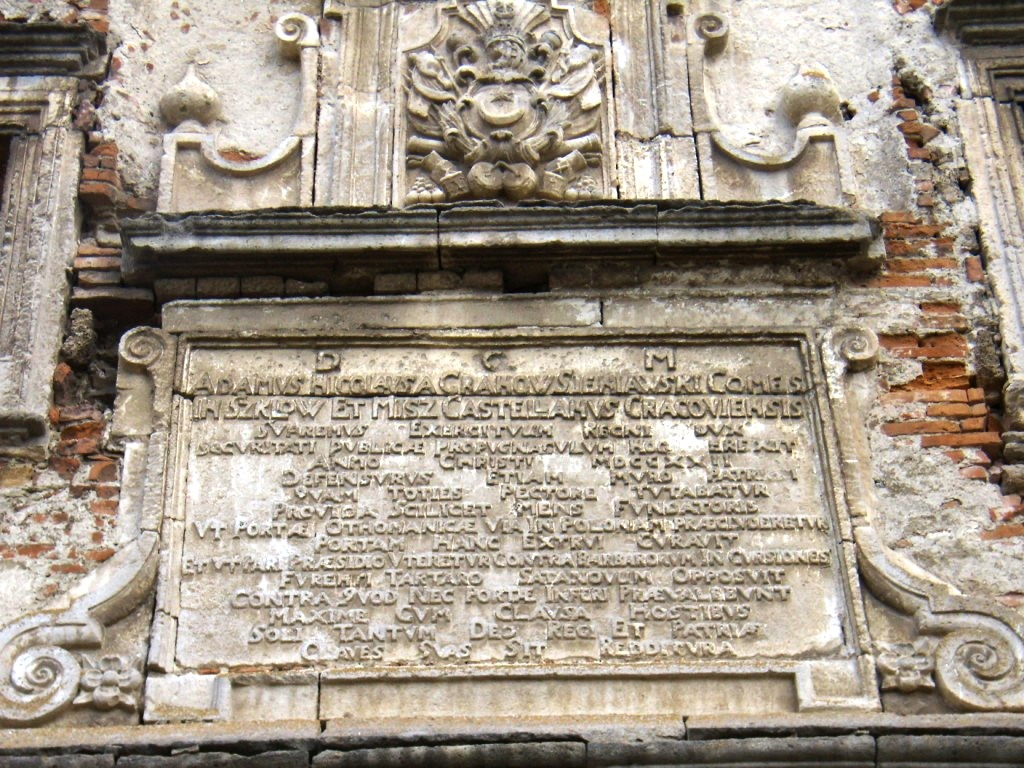
Tablica pamiątkowa z herbem szlacheckim Leliwa na bramie miejskiej, na niej łacińska inskrypcja upamiętniająca Adama Mikołaja Sieniawskiego

## Postacie
- Menahem Mendel Lefin (1749–1826), znany też jako Mendel Lewin z Satanowa – pionier polskiego odłamu tzw. oświecenia żydowskiego.
- Stanisław Pac (1703–1826) – lekarz króla Stanisława Augusta.